# アフォンソ・デ・アルブケルケ

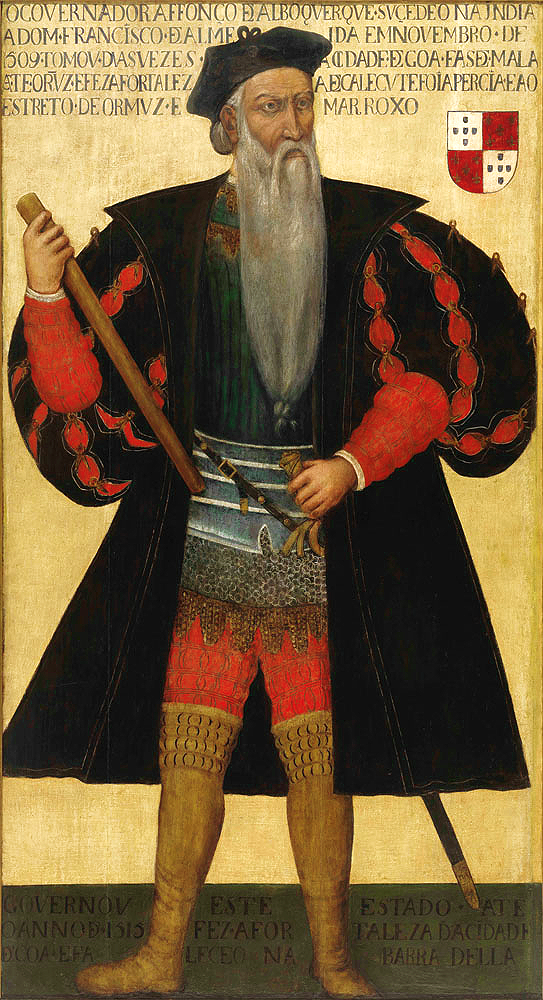
アフォンソ・デ・アルブケルケ（ウィリアム・ラーキン画）

アフォンソ・デ・アルブケルケ（ポルトガル語: Afonso de Albuquerque、1453年 - 1515年12月16日）は、ポルトガルの貴族、軍人、航海者、植民地行政官。

## 生涯
1453年、下級貴族の家系にリスボン郊外のアリャンドラに生まれた、若い頃から軍人としての才能を示し、主に地中海と北アフリカ方面で活動した。1503年に甥のフランシスコを引き連れて艦隊を率い、インドへ赴き、コーチン王コイカル2世からポルトガルの拠点建設の許可を得て城塞を建設した。帰国後、ポルトガル王マヌエル1世からの信任を得、1506年に第2代インド総督（副王）の内定を得て16隻の艦隊を率い、リスボンを出発した。翌1507年に紅海入り口のソコトラ島、ペルシア湾要衝のオルムズ島を占領した。
1508年、マラバールで、初代インド総督フランシスコ・デ・アルメイダにマヌエル1世からの辞令を見せたが、アルメイダと対立して投獄された。
1509年にカリカット攻撃に失敗した後北上し、1510年に当時ビジャープル王国の支配下にあったゴア島を一時占領するが、いったん引き上げ、11月に再びゴアを恒久占領した（ポルトガルによるゴア占領）。これ以後、ゴアはポルトガルのアジア支配の拠点としてインド総督あるいは副王の駐在地となる。
1511年にはマレー半島における香料貿易の中継地として繁栄していたマラッカ王国の占領に成功し、ムラカに1年滞在してポルトガルの東南アジアにおける拠点とする。その後もインド洋各地のイスラム港市攻撃に従事し、マヌエル1世が、アルブケルケの政敵であったロポ・ソアレス・デ・アルベルガリアを後任のインド総督として派遣したのに絶望したため1515年12月16日ゴア付近の海上で病死した。